# Karel Sedláček (malíř)
Karel Sedláček (18. května 1911, Třebíč – 26. června 1991, Třebíč) byl český malíř a sklenář. Věnoval se primárně malbám květin, věnoval se také krajinomalbě. Byl členem Jednotného klubu pracujících při ROH v Třebíči a také výtvarného kroužku při Osvětovém domě Bedřicha Václavka v Třebíči, kde pracoval s Bohumilem Vostalem.

## Biografie
Narodil se 18. května 1911 v Třebíči, před válkou pracoval v obchodě své matky v oboru sklo, rádio a elektro, po druhé světové válce pracoval jako obchodník ve společnosti Sklo a porcelán v Jihlavě, později pracoval pro komunální služby města Třebíč jako rámař a sklenář. Malovat začal již ve 30. letech 20. století, v padesátých letech vstoupil do malířské skupiny, se kterou absolvoval pravidelné skupinové členské výstavy, jako byla např. výstava výtvarných amatérů z Třebíčska v roce 1984.